# Oedothorax sexmaculatus
Oedothorax sexmaculatus là một loài nhện trong họ Linyphiidae.
Loài này thuộc chi Oedothorax. Oedothorax sexmaculatus được miêu tả năm 2001 bởi Kendo Saito & Ono.